# Stewart H. Appleby
Stewart Hoffman Appleby, född 17 maj 1890 i Asbury Park i New Jersey, död 12 januari 1964 i Miami i Florida, var en amerikansk politiker (republikan). Han var ledamot av USA:s representanthus 1925–1927.
Fadern T. Frank Appleby var ledamot av USA:s representanthus 1921–1923. I kongressvalet 1924 vann han igen men hann dö före mandatperiodens början.
Stewart H. Appleby tillträdde 1925 som kongressledamot efter ett fyllnadsval förorsakat av fadernas död och efterträddes 1927 av Harold G. Hoffman.